# Dick’s Picks Volume 6
Dick’s Picks Volume 6 ist ein Live-Dreifachalbum der Band Grateful Dead.

## Geschichte
Die Songs vom Album wurden am 14. Oktober 1983 im Hartford Civic Centerin Hartford, Connecticut, aufgenommen und am 7. Oktober 1996 unter dem eigenen Label Grateful Dead Records veröffentlicht.
Wie auch das Vorgängeralbum der Dick’s Picks-Serie Dick’s Picks Volume 5 wird mit Dick’s Picks Volume 6 ein ganzes Konzert wiedergegeben. Im Gegensatz jedoch zu den bisherigen Alben, die allesamt Konzertmaterial aus den 1970er Jahren beinhalteten, wurde hierbei das erste Mal Material aus den 1980er Jahren verwendet.
Ein Problem bei der Zusammenstellung des Albums war, dass die Konzertmitschnitte aus Anfang der 80er insgesamt eine schlechte Qualität hatte und die Aufnahmequalität nicht mit der anderen Bühnentechnologie mithalten konnte. Aus diesem Grund war die Dick’s Picks-Serie vor allem für Aufnahmen aus den 1970ern gedacht.
Auf diesem Album wird zum ersten Mal Keep Your Day Job von Jerry Garcia und Robert Hunter wiedergegeben, angeblich deshalb, da die Deadheads nicht mit der Lyrik einverstanden waren.
Der Name Dick’s Pick stammt vom offiziellen Aufnahmearchivist der Band Dick Latvala, der die Serie startete und die Songs dazu bis zu seinem Tod 1999 auswählte.

Wie die bisherigen Alben der Dick’s Pick-Serie ist auch dieses mit einer Caveat-emptor-Warnung versehen:

„This compact disc has been digitally remastered directly from the original metal cassette. It is a snapshot of history, not a modern professional recording, and may therefore exhibit some technical anomalies and the unavoidable effects of the ravages of time.“

## Trackliste

### CD 1
1. „Alabama Getaway“ (Garcia, Robert Hunter) – 6:06
2. „Greatest Story Ever Told“ (Hart, Hunter, Weir) – 4:52
3. „They Love Each Other“ (Garcia, Hunter) – 9:10
4. „Mama Tried“ (Merle Haggard) – 2:48
5. „Big River“ (Johnny Cash) – 6:31
6. „Althea“ (Garcia, Hunter) – 8:49
7. „C. C. Rider“ (traditionelles Lied) – 8:01
8. „Tennessee Jed“ (Garcia, Hunter) – 8:33
9. „Hell in a Bucket“ (Barlow, Weir) – 5:53
10. „Keep Your Day Job“ (Garcia, Hunter) – 5:57

### CD 2
1. „Scarlet Begonias“ (Garcia, Hunter) – 14:20
2. „Fire on the Mountain“ (Hart, Hunter) – 16:36
3. „Estimated Prophet“ (Barlow, Weir) – 13:11
4. „Eyes of the World“ (Garcia, Hunter) – 17:53

### CD 3
1. „Drums“ (Hart, Kreutzmann) – 5:25
2. „Spanish Jam“ (Grateful Dead) – 13:05
3. „The Other One“ (Kreutzmann, Weir) – 6:09
4. „Stella Blue“ (Garcia, Hunter) – 9:10
5. „Sugar Magnolia“ (Hunter, Weir) – 9:26
6. „U.S. Blues“ (Garcia, Hunter) – 5:40